# Alpino (cacciatorpediniere 1910)
L’Alpino è stato un cacciatorpediniere della Regia Marina.

## Storia
L’Alpino partecipò ad uno dei primi scontri della guerra italo-turca. Nel pomeriggio del 29 settembre 1911 la nave prese parte, insieme a numerose altre siluranti, ad uno scontro con due torpediniere turche, la Tokat e l’Antalya, uscite dal porto di Prevesa. Alle due del pomeriggio le unità italiane attaccarono le due navi turche con rapidità e decisione: mentre il cacciatorpediniere Artigliere danneggiava gravemente la Tokat, inseguendola all'interno dell'ancoraggio, l’Alpino, insieme ai cacciatorpediniere  Carabiniere e Zeffiro e dalla torpediniera Spiga, circondò l’Antalya. Colpita ripetutamente, con gravi danni, quattro morti e numerosi feriti, la torpediniera ottomana, in fiamme, ammainò la bandiera ed andò ad incagliarsi sulla vicina spiaggia. Mentre l'equipaggio abbandonava la nave, l’Alpino abbordò e catturò l’Antalya, ed i marinai italiani asportarono la bandiera della nave e l'unico cannone ancora utilizzabile. Poco dopo il cacciatorpediniere, insieme alle altre tre siluranti, raggiunse l’Artigliere, contribuendo ad affondare la Tokat ed una cannoniera turca presente nel porto. Terminato lo scontro, le navi italiane si allontanarono, acclamate dall'equipaggio del piroscafo greco Marte.
Nel mattino del giorno successivo l’Alpino, mentre navigava insieme ad alcune altre siluranti nelle acque di Gomenizza, avvistò alcune altre torpediniere turche uscite dal porto di Prevesa e lo comunicò al comando, ricevendo ordine di lasciarle allontanare dalla costa e poi, approfittando della maggiore velocità delle navi italiane, attaccarle ed affondarle. Le siluranti italiane riuscirono così a circondare quelle turche, che a quel punto tentarono a tutto vapore la fuga verso sud, invece che in direzione di Prevesa. Ciò apparve strano, e fu proprio l’Alpino, mandato in ricognizione verso nord, a scoprire il motivo di questa mossa: alcune navi sospette stavano infatti cercando di raggiungere Prevesa, e l'azione delle torpediniere ottomane doveva quindi consentire loro di entrarvi indenni. Mentre l’Artigliere ed il Corazziere affrontavano le torpediniere turche, affondando due di esse (Hamidiye ed Alpagot), l’Alpino, comunicato l'avvistamento, diresse per avvicinare un piroscafo battente bandiera greca (che venne poi ammainata all'avvicinarsi della nave italiana), che, alla massima velocità, stava cercando di entrare a Prevesa: dopo averlo fermato, minacciando in caso contrario di silurarlo, il cacciatorpediniere procedette alla cattura della nave, che si rivelò essere il piroscafo Newa (o Neua), con comandante ed equipaggio greci ma con a bordo 5 ufficiali e 162 soldati ottomani nonché un carico di munizioni e granaglie.
Il 4 maggio 1912 il cacciatorpediniere, agli ordini del comandante Gustavo Nicastro, si recò a Rodi (in via di occupazione da parte delle truppe italiane) per richiedere la resa al locale governatore turco («valì»), che tuttavia fuggì dopo aver temporeggiato (fu poi catturato dal cacciatorpediniere Ostro).
Il 12 maggio l’Alpino, nell'ambito dell'occupazione del Dodecaneso, sbarcò – insieme alla corazzata Regina Elena – truppe a Scarpanto, prendendo possesso dell'isola.
Successivamente il cacciatorpediniere fu inviato, sempre nell'ambito del conflitto italo-turco, a rinforzare la squadra italiana del Mar Rosso.
All'entrata dell'Italia nella prima guerra mondiale l’Alpino faceva parte della IV Squadriglia Cacciatorpediniere, di base a Brindisi, che formava unitamente ai cacciatorpediniere Ascaro, Pontiere, Carabiniere, Fuciliere e Zeffiro. Comandava la nave il capitano di corvetta Ruta.
Durante tale conflitto la nave dapprima operò nell'Alto Adriatico con funzioni di ricognizione, posa di mine, sostegno ad azioni di MAS ed aerei; successivamente fu trasferita nell'Adriatico meridionale e nello Ionio, dove fu adibito alle scorte ed alle missioni di pattugliamento dello sbarramento del canale d'Otranto.
La sua prima missione di guerra, il 24 maggio 1915, consisté in un pattugliamento dell'Alto Adriatico, che compì insieme ai gemelli Garibaldino, Fuciliere, Carabiniere e Lanciere.
Il 29 maggio 1915 l’Alpino fornì sostegno, insieme ai gemelli Pontiere e Corazziere, ad una formazione di cacciatorpediniere (Lanciere, Bersagliere, Artigliere, Garibaldino) incaricata di bombardare l'impianto chimico «Adria-Werke» di Monfalcone, sede di produzione di gas asfissianti.
Il 7 giugno l'azione contro la fabbrica «Adria-Werke» fu reiterata.
All'alba del 12 maggio 1916 l'unità – agli ordini del comandante Barbaro – fornì appoggio, insieme al Fuciliere ed alle torpediniere costiere 40 PN e 46 OS, allo Zeffiro, che penetrò nel porto di Parenzo. Dopo che lo Zeffiro fu entrato nel porto, lo raggiunsero anche l’Alpino e le altre navi, ed alle 4.50 tutta la formazione iniziò un cannoneggiamento contro un hangar per aerei, che durò una ventina di minuti. Mentre l'hangar veniva danneggiato da qualche colpo da 76 mm delle navi italiane, queste venivano a loro volta prese di mira dal tiro delle batterie costiere e poi da 10 idrovolanti (che si scontrarono con due velivoli italiani ed uno francese), rispondendo al fuoco. Tutte le unità riuscirono comunque a rientrare alla base, lamentando però qualche danno, quattro morti e 14 feriti (tre gravi ed 11 leggeri): sull’Alpino rimase ucciso al posto di combattimento il capo meccanico Tommasi, mentre fu gravemente ferito il tenente di vascello Puppo, comandante in seconda, che pure continuò a dirigere il tiro.
L'11 febbraio 1917 l’Alpino fornì scorta ed appoggio, insieme ai gemelli Fuciliere, Carabiniere e Pontiere, alle torpediniere 19 OS, 20 OS, 21 OS e 22 OS ed a 6 aerei francesi, ad un gruppo di cinque idrovolanti (2 francesi e 3 italiani) inviati in ricognizione su Pola.
Declassato a torpediniera nel luglio 1921, l’Alpino fu radiato nel giugno 1928 ed avviato alla demolizione.